# Наталија (име)
Наталија је женско име са оригиналним каснолатинским значењем „Божић“ (латински natale domini). Тренутно се користи у овом облику на италијанском, румунском, шпанском, португалском, грчком (пише се Ναταλια), руском, украјинском, бугарском и пољском. Други облици и правописи укључују Natalie/Nathalie (холандски, енглески, француски, немачки, норвешки, шведски, дански, фински и исландски), Natálie (чешки), Natália/Nathália (португалски, словачки и мађарски), Наталија (рус. Наталья/Наталия / Наталиа), Nataliya/Natalya (укр. Наталія/Наталя), Наталија (блр. Наталля), Natālija (летонски), Natalija (српски, словеначки, литвански и макдеонски) те ნატალია (грузијски).
У руском језику уобичајен деминутив је Наташа (Наташа).

## Познати носиоци
- Света Наталија, жена мученика Адријана Никомидијског
- Наталија (мученица) (умрла 852), мученица Риобарда и светитељка
- Наталија Дајер, америчка глумица
- Наталија Герман, молдавска политичарка
- Наталија Гончарова, руско-француски авангардни сликар и костимограф
- Наталија Макарова, руска балетска играчица
- Наталија Ореиро, уругвајска певачица и глумица
- Наталија Поклонскаја, јавни тужилац Крима
- Наталија Тена, британска глумица
- Наталија Водјанова, руска манекенка
- Наталија Јурченко, совјетска светска шампионка у вишебоју, гимнастичарка